# Vecmīlgrāvis
Vecmīlgrāvis – jeden z mikrorejonów Rygi – stolicy Łotwy – położony w dystrykcie Północnym. Według danych na rok 2021 Vecmīlgrāvis zamieszkiwało 20 099 osób, a gęstość zaludnienia wyniosła 3311 os./km².

## Geografia
Całkowita powierzchnia Vecmīlgrāvis wynosi 6,07 km², czyli prawie 3 razy więcej niż średnia powierzchnia wszystkich mikroregionów Rygi.

## Galeria

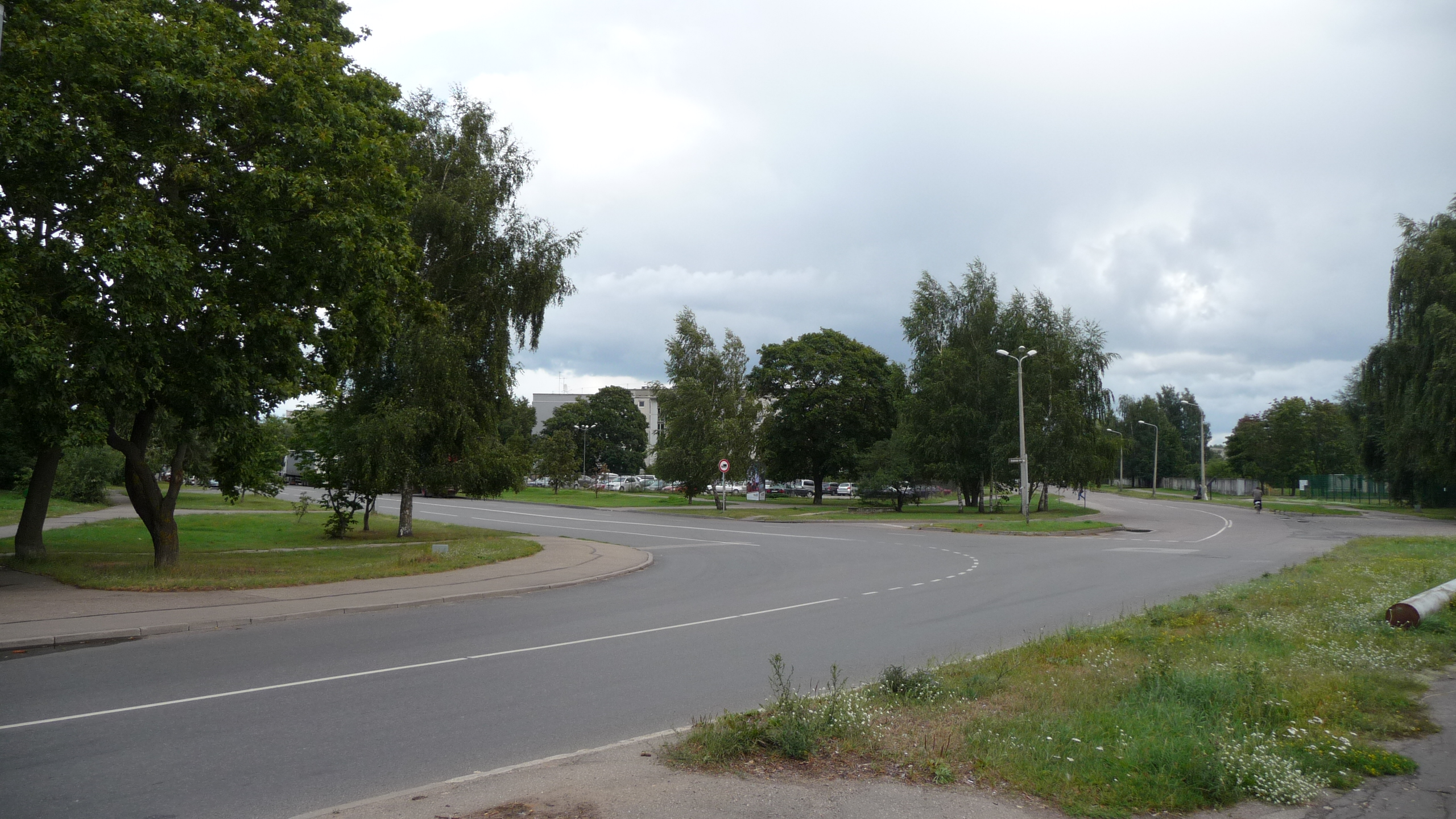
Ulica Kreimeņu w Vecmīlgrāvis
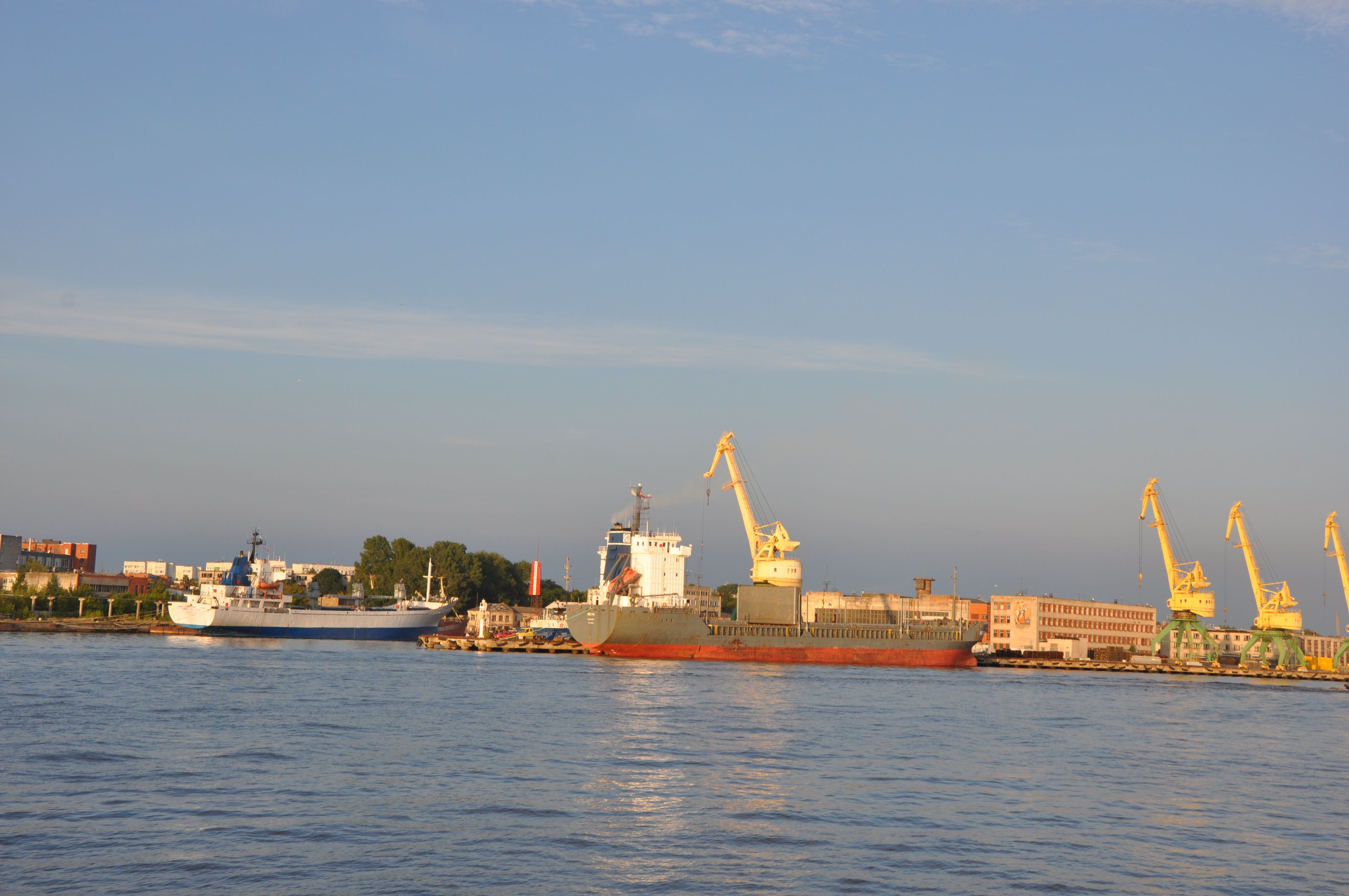
Panorama portu w Vecmīlgrāvis
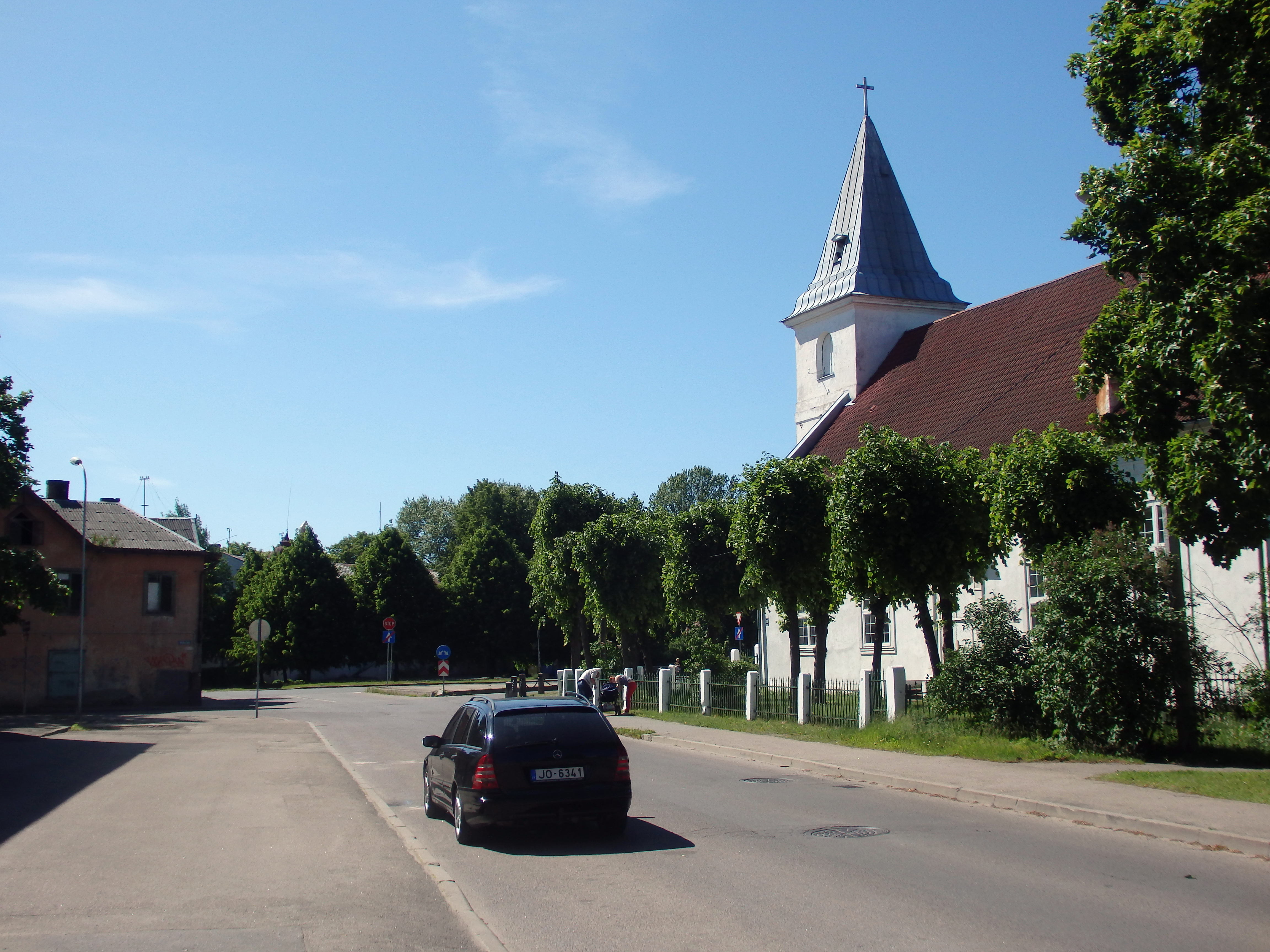
Ulica Baltāsbaznīcas w Vecmīlgrāvis
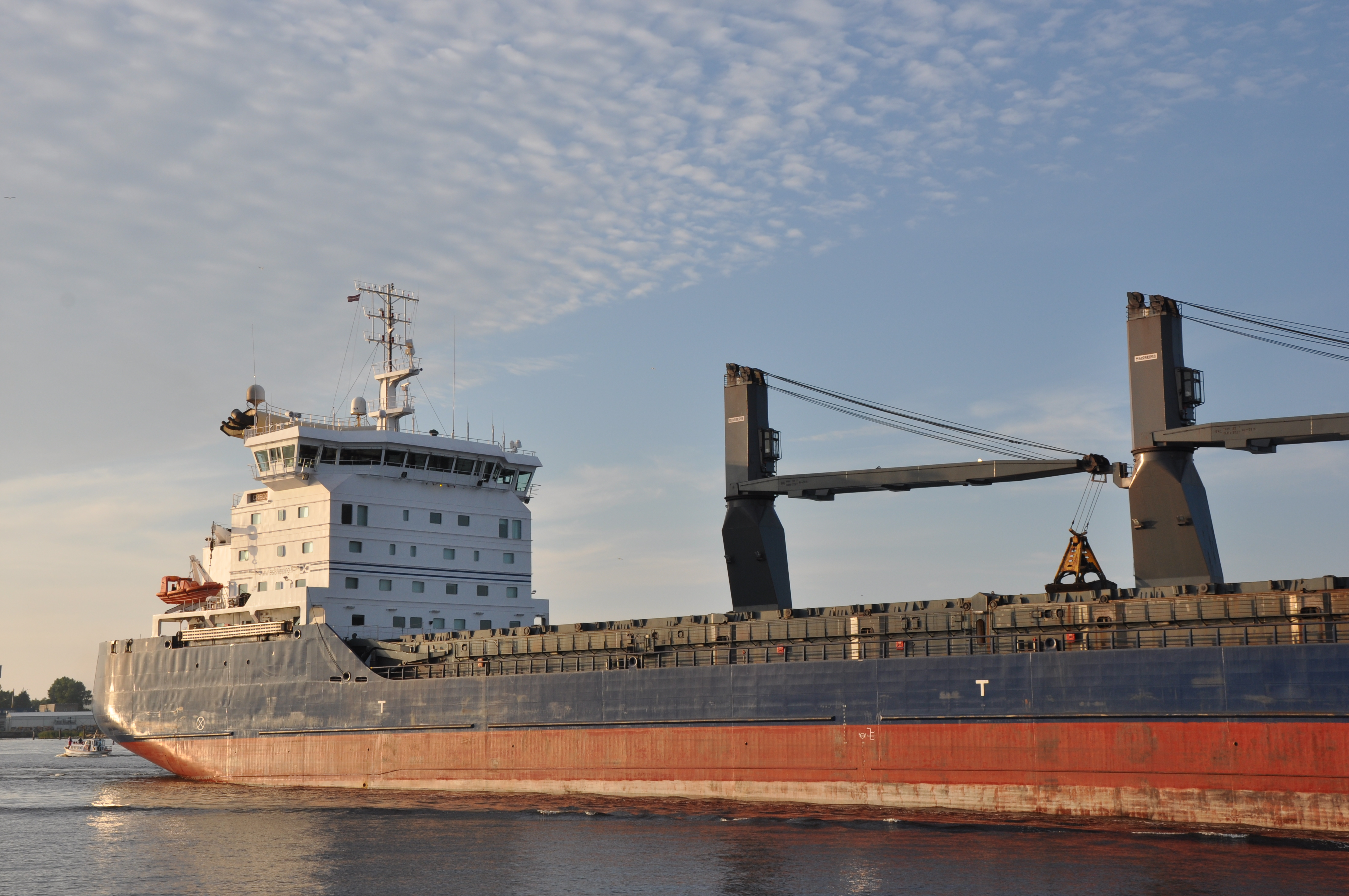
Zdjęcie statku w porcie w Vecmīlgrāvis
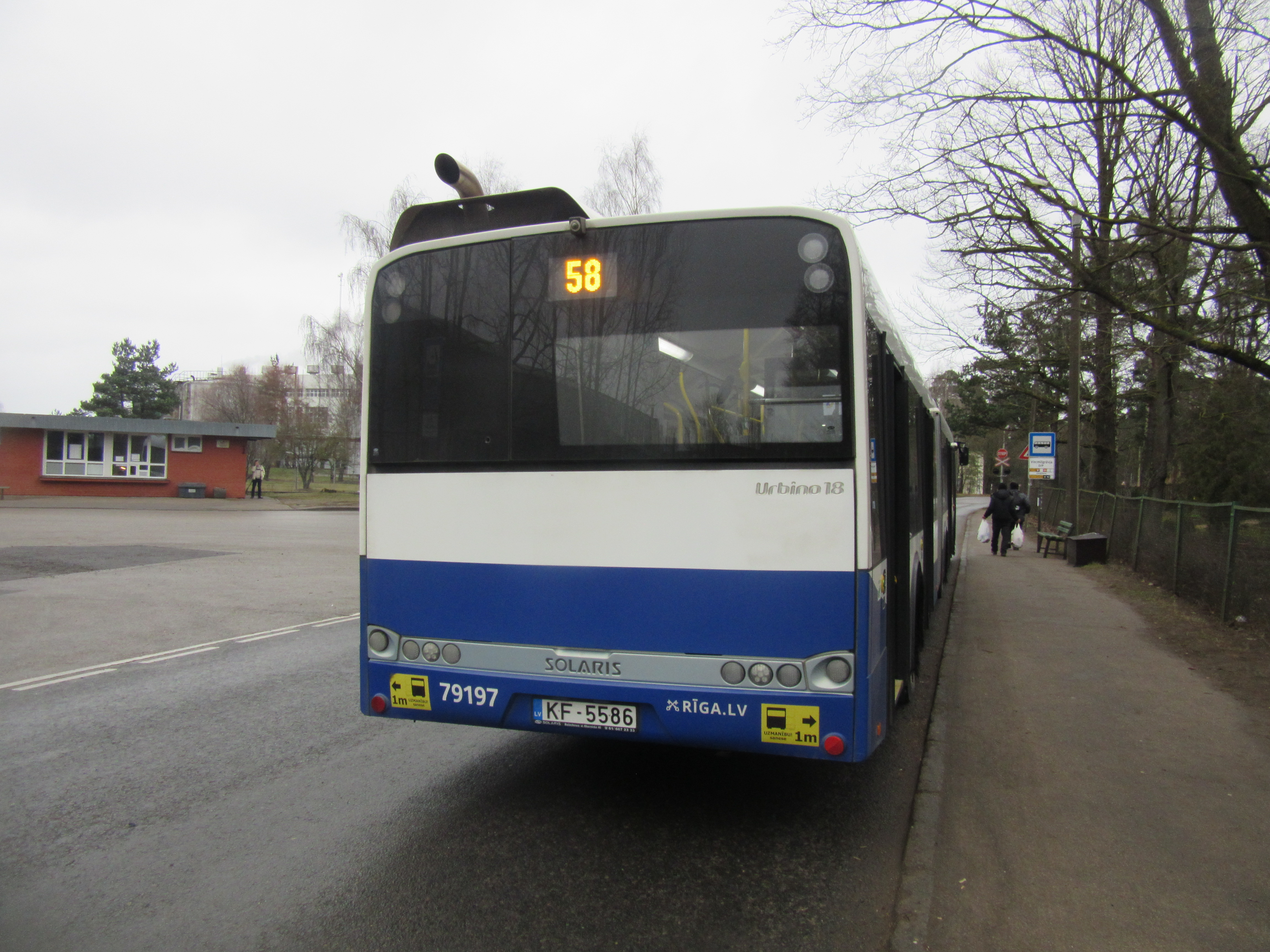
Ulica Atlantijas w Vecmīlgrāvis